# 棒がいっぽん
『棒がいっぽん』（ぼうがいっぽん）は、高野文子の漫画作品集。1995年7月にマガジンハウスより刊行された。1987年から1994年にかけて発表された6作品を収録している。高野の5冊目の単行本であり、短編集としては『おともだち』以来12年ぶり3冊目のものとなる。ISBN 4838706138。 
表題は収録作品『奥村さんのお茄子』の作中で用いられている絵描き歌『かわいいコックさん』の歌詞から。

## 収録作品
巻末に記されている初出一覧は誤りが多く、以下の初出は『ユリイカ』2003年7月号で再調査されたものを元にしている。

### 美しき町
- 小学館『プチフラワー』1987年10月号初出、40ページ

1960年代の日本を舞台に、工場の町に住む若い夫婦の静かな生活を描いた作品。
塚田サナエさんとノブオさんは、見合い結婚をした後、新居をノブオさんが働く工場の向かいのアパートに定めて暮らしている。ノブオさんは月曜から土曜まで週6日間働き、夜勤は月3回。日曜日には夫婦で連れ立って丘に登り、そこで自分たちの住む町を見渡しながらお弁当を食べる。夏の終わりころ、サナエさんはアパートの部屋を、ノブオさんも所属する労働組合の集会所として提供してもらうよう頼まれる。集会は月2回。サナエさんはあるだけの座布団を敷いたりお茶を配ったりし、集会中はカーテンを使って部屋の隅に作った個室で家計簿をつけたりして過ごしている。
集会で特に熱心に意見を述べているのは、ノブオさんと同い年で隣の部屋に住む伊出さんだ。ある日の夜、夫婦の部屋の真上で騒がしい音がする。それは上の階に住む田中さんの夫婦喧嘩で、伊出さんの話では三月に1回はあるのだった。そうして今回は、喧嘩の際に放り投げられた男物の下着が、伊出さんの部屋のベランダにひっかかっていたという。伊出さんは「楽しみを分けてあげた」というような顔をしながら、サナエさんに下着を託す。しかしサナエさんもノブオさんも躊躇してしまい、託された下着を田中さんに届けることができない。二日後に「どうだった?」とうれしそうに尋ねてきた伊出さんに「届けなかったんだ」とノブオさんが答えると、伊出さんは機嫌を損ね、ノブオさんの担当していた集会用の名簿を明日までに作成するように、と嫌がらせをする。
夫婦はその日、二人がかりで夜通しガリ版を刷り、名簿がすり終わった頃には明け方になっていた。夫婦はベランダに腰掛けて、まだぼんやりと明かりがついている向かいの工場を眺める。そうして、何十年もたったときにふと、今のこうしたことを思い出したりするのだろうかと、言葉を交わさないまま二人で同じことを考える。

### 病気になったトモコさん
- 白泉社『LaLa増刊 Short Stories』1987年春の号初出、16ページ

病気になって入院してしまった小学生・トモコさんが、入院中の1日に見た物事や風景、思い出したことや連想などを、一貫してトモコさん自身の視点から描く。3人称（「トモコさんは・・・」）での語りが入るが、すべてトモコさん自身の独白、一人ごとである。したがってトモ子さん自身の姿は描かれないが、ときどき挿入される回想や連想のコマに小さな後ろ姿の形で描かれる。夜、消灯したのち、窓の外で看板の灯りが次々と灯るのを目にするトモコさんは、高架を走る電車の中から病院を覗いている自分自身の姿を幻視する。

### バスで四時に
- 『プチフラワー』1991年5月号初出、29ページ

婚約者の家に初めてひとりで訪れるマキコさんが、バスに乗り彼の家に着くまでに考える様々な思いや取り止めのない連想を描く作品。お土産の8個のシュークリームは向こうでどうやって分けるんだろうかと考えたり、バスの座席を止めている大きなねじを回すのにはどれくらいの力がいるんだろうか、と考えたりするマキコさんは終始無表情に描かれている。一人で婚約者の家に訪れることに不安を抱くマキコさんは、停車駅を間違えたうえ、その家に行かないで済む方法は無いかと到着直前に考えたりするが、その家の前で笑顔の婚約者に出迎えられる。

### 私の知ってるあの子のこと
- 『プチフラワー』1990年11月号初出、30ページ

ピアーニは裕福な家の子で、兄弟と仲良く、両親にも愛されている気立てのよい女の子。一方クラスメートのジャーヌは、貧しい家庭で、素行も悪くみんなに嫌われている。そんな正反対の二人だが、実はピアーニはジャーヌのことをうらやましく思っているのだった。ピアーニはジャーヌを見習って、誰も見ていないところで少しずつ、行儀の悪い行いを試してみようとする。「病気になったトモコさん」とおなじく子供を扱った作品だが、事物のクローズアップが多用される「トモコさん」と対照的にアップが一切使われず、ほとんどのコマが俯瞰気味のロングショットで描かれている。

### 東京コロボックル
- マガジンハウス『Hanako』1993年230号-156号初出（全7回）、計15ページ

ファッション情報誌『Hanako』に、月1回・毎回2ページで連載された作品。単行本収録の際に扉絵が加えられている。最終ページにいぬいとみこ『木かげの家の小人たち』（福音館）、佐藤さとる『だれも知らない小さな国』（講談社）を参考にしたと記されている。
主人公は赤羽生まれの女性コロボックル。2年前に落合に引っ越してきて、今は人間のヨータロー･ツボミ夫婦の家にこっそり間借りしている。住まいはテレビの中で、豊富な電力を利用して台所もお風呂も電化されている。米一粒がご飯一膳、おかずはヨータロー夫妻の食卓からこっそりいただく。仕事はツボミさんと同じ陸運関係で、オフィスもツボミさんの勤めるオフィスの、置き忘れられた紙袋の中にある。アウトドア派の彼氏は同じ部屋の換気ダクトに住んでいて、カエルを狩って皮製品をプレゼントしたりしてくれる。デートは畳のうえでの日向ぼっこや、洗濯機を使ったプール。ところがある日、ヨータロー夫妻は仕事をやめて田舎に帰ることになってしまう。住む場所に困ったコロボックルは、彼氏とともに夫妻についていきそこで結婚、田舎での新しい生活を始める。

### 奥村さんのお茄子
- 文藝春秋『コミックアレ！』1994年5月号初出、68ページ（初出時40ページ）

電化製品店を営む中年男性・奥村さんと、人間の姿を借りた未知の生物とのやりとりを描く作品。「遠久田」と名乗るその生物はとある事情から、奥村さんに25年前のある日に食べた昼食の内容を思い出させるべく、その25年前の何の変哲も無い1日の出来事を再現しようとする。SF仕立ての作品だがSF的なガジェットは一切描かれず、生物の正体は土瓶であったり、生物の持つビデオテープがうどんであったりと、藤枝静男『田紳有楽』を思わせるような奇妙な日常表現がなされている。作品の解釈をめぐり誌上・ネット上で話題となった。単行本収録の際、扉絵を除く全ページが描き改められている。初出時のものは『ユリイカ』2002年7月号（高野文子特集号）に再録されている。

#### あらすじ
「1968年6月6日木曜日 お昼なに食べました?」 食事処でご飯を食べていた奥村さんは、後ろに座っていた女性に突然話しかけられる。1968年といえば25年前、奥村さんは19歳で「石浜モータース」の従業員だったが、彼女はなぜかそのことを知っていた。不審に思いながらも女性をやり過ごし帰宅した奥村さんだったが、そこに先ほどの女性が押しかけてくる。「遠久田」と名乗る彼女の説明によれば、彼女は「とっても遠くから」来た未知の生物で、姿もただ人間の女性の形に「整形」しているだけだという。そして自分の先輩が目下かけられている疑惑を晴らすため、25年前の6月6日に、奥村さんが食べた昼食の内容を明らかにする必要があるという。
25年も前のことなど思い出せるはずもなかったが、その日、醤油瓶に偽装した「先輩」が奥村さんの昼食をビデオ（うどん型）に撮影していたことが判明。奥村さんはビデオを見せられると、その日はちょうど昇給試験の日で、食堂の時間に間に合わないため持参した弁当を食べたことを思い出す。さらに壁に映っていたカレンダーからその日が確かに6月6日だと判明、「先輩」の疑惑は晴れることになる。
その後、遠久田と先輩の真の意図は、毒入り茄子の生体実験だったことが明らかになる。「先輩」のミスから運よく毒入り茄子を免れていた奥村さんだったが、遠久田は先輩のために、奥村さんに25年前茄子を確かに食べたという風に偽証してほしいと頼む。そしてその偽証のために、今度は25年前の6月6日に食べた茄子の味を思い出して欲しいという。25年前の茄子の味なんて覚えていない、と憤る奥村さんに遠久田は、それでも奥村さんのその後の人生は、その食べたことを覚えてもいない茄子の続きなのだ、と諭す。そして今度はビデオの端のほう、窓の外にたまたま写っていた6人の人物の行動を再現することで、その日奥村さんが確かに茄子を食べたことを証明しようとする。
作中、家電製品の大写し（「5分休憩」という張り紙が張ってある）のコマで3度話が中断される。最後は「かわいいコックさん」の歌をバックに、25年前の一瞬の光景が再現されて幕となる。

#### 登場人物
奥村 フミオ
家電製品店を営む44歳の男性。妻子もあるが、大学に進学する息子の下宿探しに出ているため劇中には登場しない。若いときは「石浜モータース」に勤めていた。
遠久田（とおくだ）
異星からやってきたらしい未知の生物。作中では眼鏡にエプロンをつけた、スーパーの女性店員風の姿で登場する。人間の姿に「整形」する際、靴や眼鏡が人間の体の一部と勘違いしていたためそれらは体からはずすことができない。正体は土瓶。
先輩
料理研究家で「遠久田」の師匠。研究生時代の25年前に茶碗を割った犯人ではないかと疑いをかけられる。25年前のその日は調査のため醤油瓶の姿で「石浜モータース」の食堂にいた。アリバイが証明された翌日に急逝。